# Acleris rhombana

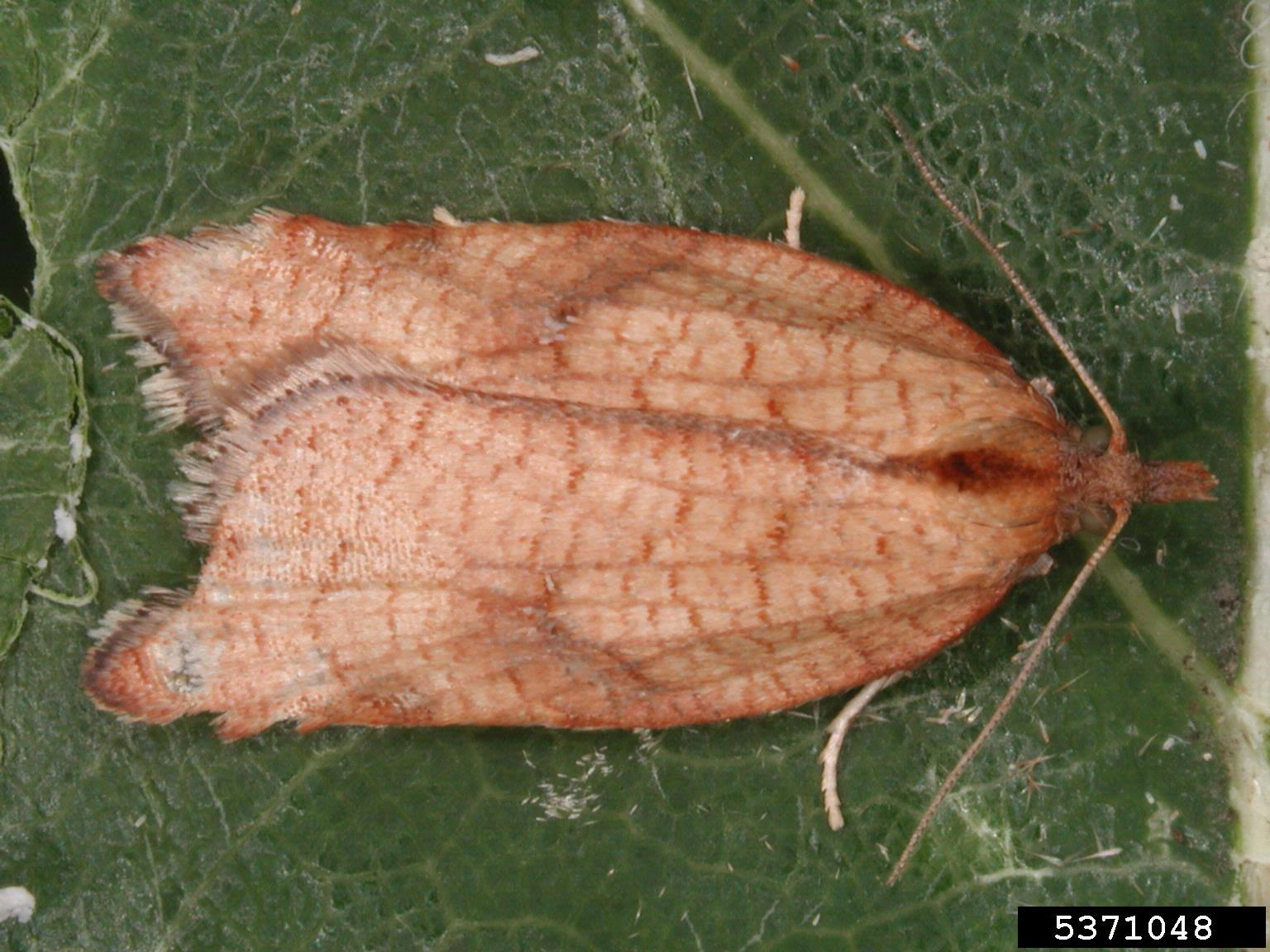
Ein Exemplar mit einer schwach ausgeprägten Zeichnung

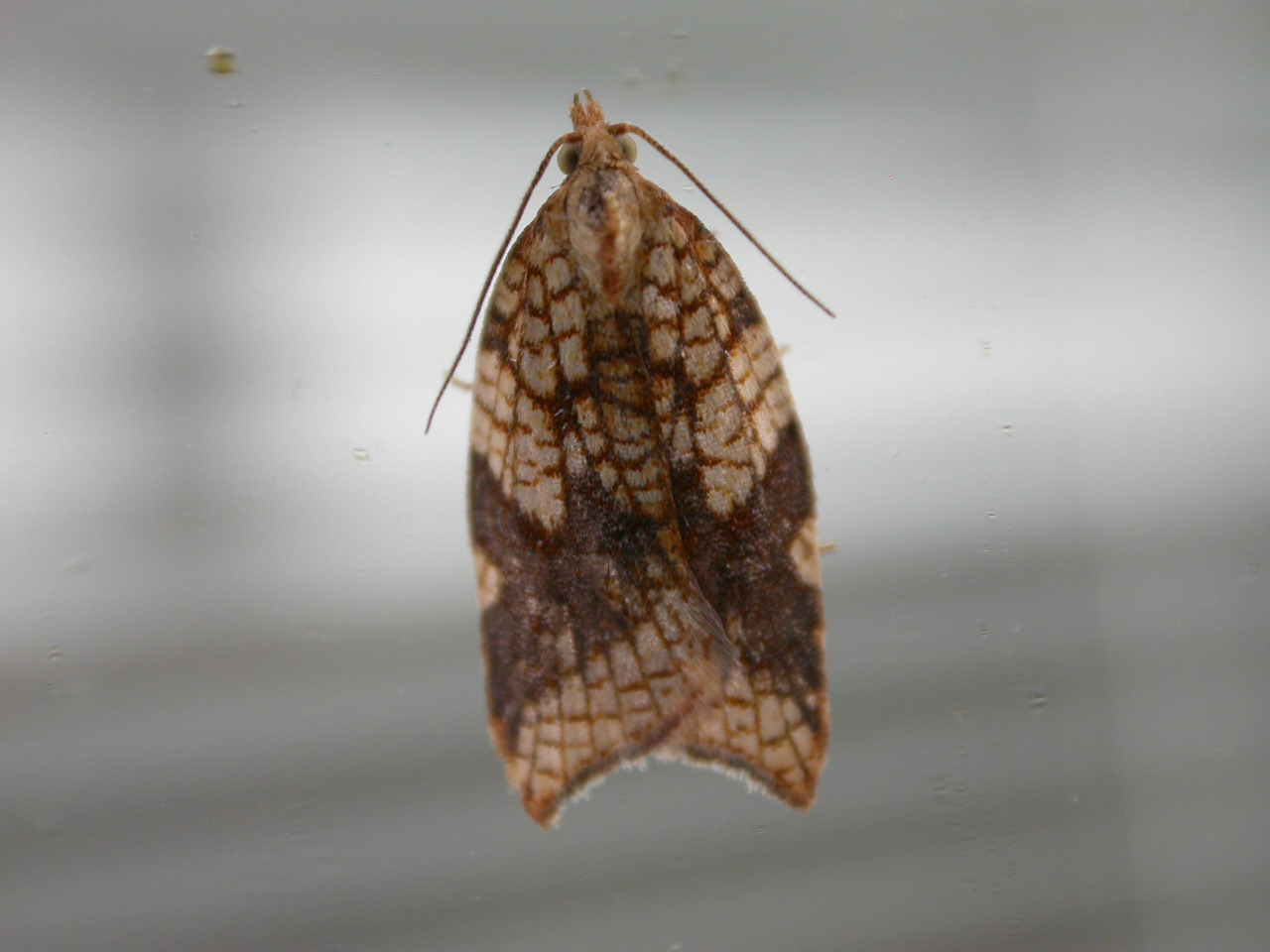
Ein Exemplar mit einer stärker ausgeprägten Zeichnung

Acleris rhombana ist eine Art der Schmetterlinge und lebt in Europa und Westasien. Im Deutschen findet sich der Trivialname Weißdornwickler, diesen teilt sich die Art jedoch mit Archips crataegana und Acleris cristana.

## Merkmale
Die Flügelspannweite der Falter beträgt 13–19 mm. Die Grundfarbe kann von gelblich über gelbbraun und hellbraun zu dunkelbraun variieren. Die netzartige Zeichnung der Vorderflügel ist ebenfalls variabel, kann stärker oder nur schwach ausgeprägt sein und braune oder graue Elemente beinhalten. Die Spitzen am Hinterrand der Vorderflügel sind leicht hakenartig nach hinten gebogen oder deutlich zugespitzt.
Die Raupen sind hellgrün mit einem honigfarbenen Kopf.

## Verbreitung und Lebensraum
Verbreitet ist die Art in Europa und Westasien, vor allem in Mittel- und Nordeuropa. Die meisten Nachweise stammen aus den südlichen und küstennahen Gebieten von Finnland, Schweden und Norwegen, aus Großbritannien, den Niederlanden, Belgien, Deutschland, Dänemark, Frankreich, Österreich, der Schweiz, Norditalien, Estland, Polen, sowie vereinzelter aus anderen Ländern in Osteuropa. Die südlichsten Vorkommen der Art liegen in Spanien und Griechenland. Östlich kommt die Art bis zum Kaukasus und Westasien vor, wo es beispielsweise aus dem Iran, Armenien und Turkmenistan Nachweise gibt.
Die Art ist häufig an Waldrändern, Hecken, Gebüschen und in Gärten zu finden. Raupen finden sich ab April häufig in zusammengesponnenen Blatttrieben von Weißdornbüschen.

## Lebensweise
Die überwinternden Raupen spinnen sich öffnende Blattknospen zusammen und leben in diesem Gespinst. Sie fressen Blätter verschiedener Sträucher. Diese beinhalten Weißdorne, Äpfel, Birnen, Arten der Gattung Prunus und andere Rosengewächse. Erwachsene Falter fliegen abhängig von der Region von Juni bis November. Sie sind nachtaktiv. Der Weißdornwickler ist eine Wirtsart für verschiedene parasitisch lebende Hautflügler-Arten.

## Taxonomie
Das Basionym der Art lautet Tortrix rhombana, der heute gültige Name Acleris rhombana. In der Literatur finden sich folgende Synonyme:
- Acalla unicolorana Strand, 1902
- Acleris centrana Fabricius, 1794
- Peronea reticulata Ström, 1783
- Teras contaminana Hübner, 1799
- Teras nigromaculata Parfitt, 1878
- Tortrix ciliana Hübner, 1796/99
- Tortrix contaminana Hübner, 1796/99
- Tortrix dimidiana Frölich, 1828
- Tortrix obscurana Donovan, 1809